# Paramyksowirusy
Paramyksowirusy (łac. Paramyxoviruses, Paramyxoviridae) - rodzina wirusów, charakteryzujących się następującymi cechami:
- Symetria: helikalna[1]
- Otoczka lipidowa: występuje[1]
- Kwas nukleinowy: ssRNA(-)[2]
- Replikacja: zachodzi w cytoplazmie zakażonej komórki
- Wielkość: 150-300 nm średnicy[3] (całe wiriony są niemal sferyczne, ale mogą być też silnie pleomorficzne)
- Gospodarz: kręgowce
- Cechy dodatkowe: zakażeniu komórek towarzyszy ich zlewanie się, co daje charakterystyczne dla chorób wywoływanych przez te wirusy syncytia.

Systematyka paramyksowirusów przedstawia się następująco:
- Rodzina: Paramyxoviridae (Paramyksowirusy)
  - Rodzaj: Paramyxovirus - wirusy te posiadają w osłonce hemaglutyninę i neuraminidazę
    - Human parainfluenza virus (HPIV) - wirus paragrypy
    - Mumps virus (MuV) - wirus świnki

  - Rodzaj: Morbillivirus - w osłonce występuje tylko hemaglutynina
    - Measles virus (MEV) - wirus odry

  - Rodzaj: Pneumovirus - brak hemaglutyniny i neuraminidazy
    - Human respiratory syncytial virus (HRSV) - wirus RSV

Najważniejsze choroby wywoływane przez paramyksowirusy:
- HPIV-1 i HPIV-2 wywołują paragrypę, chorobę bardzo podobną w objawach do grypy, stanowiącą ok. 1/3 wszystkich zakażeń dróg oddechowych
- MEV wywołuje odrę
- MuV jest odpowiedzialny za powstawanie świnki
- HRSV wywołuje martwicze zapalenie oskrzelików i zapalenie płuc u małych dzieci, które w ciężkiej postaci może doprowadzić do śmierci